# 사토 야스에
사토 야스에(Yasue Sato, 1978년 12월 7일 ~ )는 일본의 배우, 모델, 가수이다.
사이타마현에서 태어났다.

## 방송
- 아랑-GARO- -마계열전-
- 성모・키요미 이야기
- 아랑-GARO- ~MAKAISENKI~

## 영화
- 사십춘기의 도전 : 사이클 (2015년)
- 성모·키요미 이야기 (2014년)
- 가로 외전 도환의 피리 (2013년)
- 울트라맨 제로: 베리알 은하제국 (2010년)
- 어서오세요 환자님 (2005년)
- 울트라맨 넥서스 (2004년)
- 괴담 신미미부쿠로 - 극장판 (2004년)
- 무문제 (1999년)
- 바운스 (1997년)